# Psycho Cop Returns
Psycho Cop Returns (br: Psycho Cop 2 - O Retorno Maldito) é um filme americano de 1993, do gênero terror / policial, escrito por Dan Povenmire e Wallace Potts e dirigido por Adam Rifkin.
Continuação do filme Psychocop - Ninguém Está em Segurança (1989).

## Sinopse
Tudo está preparado para uma grande festa de despedida de solteiro num edifício de escritórios: as bebidas e drogas já foram compradas, os amigos foram convidados e as strippers estão prontas para tirar a roupa. Só que os rapazes em busca de diversão não contavam com um penetra: o policial assassino Joe Vickers reaparece nos corredores do edifício, se depender dele, não sobrará ninguém para contar história.

## Elenco
- Robert R. Shafer ...  Officer Joe Vickers (como Bobby Ray Shafer)
- Barbara Niven ...  Sharon (como Barbara Lee Alexander)
- Rod Sweitzer ...  Larry ( como Roderick Darin)
- Miles Dougal ...  Brian / Spongehead (como Miles David Dougal)
- Nick Vallelonga ...  Mike
- Dave Bean ...  Gary
- John Paxton ...  Mr. Stonecipher
- Julie Strain ...  Stephanie
- Melanie Good ...  Cindy (como Alexandria Lakewood)
- Priscilla Huckleberry ...  Lisa
- Justin Carroll ...  Tony
- Carol Cummings ...  Chloe (como Kimberly Spies)
- Al Schuermann ...  Gus
- David Andriole ...  Vinnie The Bartender
- Adam Rifkin ...  Man with Video Camera
- Alisa Wilson ...  Anchorwoman
- Michael Karp ...  Big Mike
- Brittany Ashland ...  Go Go Dancer #1
- Sara Lee Froton ...  Go Go Dancer #2